# Pueblo (Colorado)
Pueblo je město, které se nachází v Pueblo County v americkém státě Colorado. V roce 2020 zde žilo 111 876 lidí. Nachází se na soutoku řeky Arkansas a Fountain Creek. Je jedním z měst, která v USA produkují nejvíce oceli, přezdívá se mu proto Ocelové město.
Největším podnikem v Pueblu byla po většinu jeho historie ocelářská společnost Colorado Fuel and Iron (CF&I) v jižní části města. Téměř sto let byla CF&I také největším zaměstnavatelem ve státě Colorado. Krach na trhu s ocelí v roce 1982 vedl k úpadku společnosti. Po několika bankrotech společnost získaly Oregon Steel Mills a změnila svůj název na Rocky Mountain Steel Mills.

## „Tavicí kotlík Západu“
Díky rozvoji CF&I a možnostem uplatnění, které firma nabízela, Pueblo na počátku 20. století přitahovalo mnoho imigrantů. Město se tak stalo nejvíce kulturně a etnicky rozmanitým městem státu Colorado i celého západu USA. Na vrcholu tohoto vývoje se v ocelárnách mluvilo více než 40 jazyky a ve městě vycházely noviny ve více než 20 jazycích. Mezi dělníky byli zejména Irové, Italové, Němci, Slovinci, Řekové, Židé, Litevci, Rusové, Maďaři, Japonci a Afroameričané.

## Osobnosti
- David Packard, spoluzakladatel počítačové společnosti Hewlett-Packard, považovaný za „otce Silicon Valley“, vystudoval střední školu Pueblo Centennial High School
- Connie Sawyer, herečka
- John Gill, horolezec, otec moderního boulderingu; vyučoval na University of Southern Colorado (CSU Pueblo)
- Edmund Kemper, americký sériový vrah. Z telefonní budky v Pueblu zavolal policii a přiznal se ke zločinům.

## Partnerská města
- Bergamo, Itálie
- Puebla (město), Mexiko
- Maribor, Slovinsko
- Chihuahua City, Mexiko
- Lucca Sicula, Itálie
- Weifang, Čína